# Streephoutmot
De streephoutmot (Mirificarma interrupta) is een vlinder uit de familie tastermotten (Gelechiidae). De wetenschappelijke naam is voor het eerst geldig gepubliceerd in 1827 door Curtis.
De soort komt voor in Europa.